# Prâlon
Prâlon – miejscowość i gmina we Francji, w regionie Burgundia-Franche-Comté, w departamencie Côte-d’Or.
Według danych na rok 1990 gminę zamieszkiwało 71 osób, a gęstość zaludnienia wynosiła 23 osoby/km² (wśród 2044 gmin Burgundii Prâlon plasuje się na 839. miejscu pod względem liczby ludności, natomiast pod względem powierzchni na miejscu 1330.).